# Dosinia subalata
Dosinia subalata је врста слановодних морских шкољки из рода Dosinia и породице Veneridae тзв. Венерине шкољке.

## Распрострањење
Кина и Јапан су позната природна станишта врсте.

## Станиште
Станиште врсте је море, подручја са сланом водом.

## Синоними
- Dosinia amphidesmoides Habe, 1971